# Eidar
AB Eidar, Trollhättans bostadsbolag, kommunalt bostadsbolag i Trollhättan, bildat 1947.
Eidar har omkring 6000 hyreslägenheter i Trollhättan, Sjuntorp, Upphärad, Väne-Åsaka och Velanda.